# Carl Reiner
Carl Reiner (n. 20 martie 1922, New York City, New York, SUA – d. 29 iunie 2020, Beverly Hills, California, SUA) a fost un actor american de film, televiziune, și voce.

## Filmografie selectivă

### Actor
- 1959 Happy Anniversary, regia David Miller
- 1959 Gazebo (The Gazebo), regia George Marshall
- 1961 Gidget Goes Hawaiian, regia  Paul Wendkos
- 1963 Fiorii celebrității (The Thrill of It All), regia Norman Jewison
- 1963 O lume nebună, nebună, nebună... (t's a Mad, Mad, Mad, Mad World), regia Stanley Kramer
- 1965 John Goldfarb, Please Come Home!, regia J. Lee Thompson (nemenționat)
- 1965 Arta dragostei (The Art of Love), regia Norman Jewison
- 1966 Vin rușii, vin rușii! (The Russians Are Coming, the Russians Are Coming), regia Norman Jewison

### Regizor
- 1967 Enter Laughing
- 1969 Comicul (The Comic)
- 1970 Where's Poppa
- 1977 De vorbă cu Dumnezeu (Oh, God!)
- 1978 The One and Only
- 1979 The Jerk
- 1982 Dead Men Don't Wear Plaid
- 1983 Omul cu doi creieri (The Man with Two Brains)
- 1984 All of Me
- 1985 Vacanză în Florida (Summer Rental)
- 1987 Vacanța repetenților (Summer School)
- 1989 Bert Rigby, You're a Fool
- 1990 Sibling Rivalry
- 1993 Fatal Instinct
- 1997 That Old Feeling